# Иминов, Владислав Таирович
Владисла́в Таи́рович Ими́нов (27 декабря 1938, Алма-Ата, Казакская АССР, СССР — 10 ноября 2015, Москва, Россия) — генерал-лейтенант в отставке, кандидат военных и исторических наук, профессор, начальник кафедры истории войн и военного искусства Военной академии Генерального штаба, член-корреспондент Академии военных наук. Научный редактор «Военно-исторического журнала».
Научная специализация Иминова — История России (СССР), история войн, военного искусства и военной науки.

## Биография
Родился 27 декабря 1938 года в Алма-Ате. По национальности татарин.
В 1958 году окончил Оренбургское суворовское военное училище (бывшее Сталинградское). Затем поступил в Бакинское высшее общевойсковое командное училище имени Верховного Совета Азербайджанской ССР, которое с успехом окончил в 1961 году. В 1970 году Иминов с золотой медалью окончил основной факультет Военной академии им. М. В. Фрунзе.
Службу в Советской армии проходил в Северо-Кавказском, Среднеазиатском военных округах и в Южной группе войск. Занимал командные и штабные должности: командир взвода, роты, батальона, начальник штаба, а в 1973 году вступил в должность командира 23-го гвардейского стрелкового полка 8-й гвардейской мотострелковой Режицкой ордена Ленина Краснознамённой ордена Суворова дивизии им. Героя Советского Союза генерал-майора И. В. Панфилова.
На должности командира полка прослужил до 1975 года, после чего поступил на военно-историческое отделение Военной академии Генерального штаба ВС СССР и окончил его в 1976 году. После этого в той же академии преподавал на кафедре истории войн и военного искусства, а 11 августа 1988 года стал начальником этой кафедры.
В 1997 году в звании генерал-лейтенанта уволился в запас и с того же года работал ведущим научным сотрудником в научно-исследовательском Институте военной истории МО РФ ВА ГШ. Принимал участие в разработке ряда крупных научных трудов, таких как «Вооружённые силы России в Первой мировой войне», «Ведущая военная школа России», «Военное прошлое и настоящее России в биографиях начальников Генерального штаба», «Военные реформы России (СССР): опыт и уроки» и др. В то же время Иминов являлся членом редакционной коллегии «Военно-исторического журнала». Так же сотрудничал с журналом «Политическое просвещение». По отзыву редакционно-издательского совета и редколлегии того журнала, ― «Исследования учёного [Иминова] отличались особой научной добросовестностью и дотошностью».
Являлся лауреатом литературно-художественной премии Центрального музея Великой Отечественной войны на Поклонной горе «Золотой венец Победы» за книги «Память о Курской битве» и «Курская битва: взгляд из XXI века» (в соавторстве). Также лауреат конкурса «Лучший автор журнала „Политическое просвещение“».
Умер 10 ноября 2015 года в Москве.

## Награды
Ордена
- Орден «За службу Родине в Вооружённых Силах СССР» III степени
- Орден Почёта

Также имел 16 различных медалей.